# Isola Nosok
L'isola Nosok (in russo остров Носок) è un'isola della Russia nel mare di Kara. Amministrativamente appartiene al distretto di Tajmyr del Territorio di Krasnojarsk, nel Circondario federale della Siberia.

## Geografia
Nosok si trova 16 km a nord dell'isola di Sibirjakov, è una piccola isola curva e allungata, formata in realtà da un'isola principale e da due isolotti collegati da banchi di sabbia. L'isola è situata nella parte meridionale del mare di Kara, all'imboccatura del golfo dello Enisej. Insieme alle acque costiere, fa parte della sezione Dickson-Sibirjakov (Диксонско-Сибиряковский участок) della Riserva naturale del Grande Artico..